# ژاچ‌جا
ژاچ‌جا (به ویتنامی: Rạch Giá) یک شهر در ویتنام است که در استان کیئن‌جانگ واقع شده‌است.

## خصوصیات
ژاچ‌جا ۹۷٫۷۵۴۲ کیلومترمربع مساحت و ۲۲۶٬۳۱۶ نفر جمعیت دارد.

## تقسیمات اداری
شهر ژاچ‌جا به ۱۰ ناحیه و یک قصبه تقسیم شده است.
- ‌ ناحیه‌ها (Phường)
  - آن‌بین (An Bình)
  - آن‌هوا (An Hòa)
  - ژاچ‌سوی (Rạch Sỏi)
  - وین‌تان (Vĩnh Thanh)
  - وین‌تان‌وان (Vĩnh Thanh Vân)
  - وین‌تونگ (Vĩnh Thông)
  - وین‌کوانگ (Vĩnh Quang)
  - وین‌لاک (Vĩnh Lạc)
  - وین‌لوی (Vĩnh Lợi)
  - ‌ وین‌هیئپ (Vĩnh Hiệp)

- قصبه‌ها (xã)
  - فی‌تونگ (Phi Thông)